# Răzvan Cociș
Răzvan Cociș (Kolozsvár, 1983. február 19. –) román labdarúgó, jelenleg az amerikai Chicago Fire SC játékosa. Általában támadó középpályásként játszik, de irányítóként is bevethető vagy akár bármelyik pontján a középpályának.

## Pályafutása

### Klubcsapatokban
Cociș pályafutását a kolozsvári székhelyű FC Universitatea Cluj csapatában kezdte, ahol 2001-ben országos bajnoki címet is szerzett korosztályában. A felnőtt csapatnál 37 bajnoki mérkőzésen lépett pályára a másodosztályban, és bár többek érdeklődését is felkeltette játéka, a szezon végén a moldáv Sheriff Tiraspolnak adta el csapata 700 000 euróért. George Florescuval egyszerre érkeztek az U Clujtól és majdnem egyszerre is távoztak a Sherifftől két és fél évvel később. Azalatt azonban részesei voltak három bajnoki cím megszerzésének, egy moldáv kupagyőzelemnek és két szuperkupa-elsőségnek is.
Gólerős játékának köszönhetően Cociș Moldovából 2,6 millió euróért Oroszországba szerződött a Lokomotyiv Moszkva csapatához, ahová 2009. december 31-ig szóló megállapodást írt alá. Az első gólját az orosz ligában a Rubin Kazany ellen szerezte, később még háromszor volt eredményes. Egy hetedik és egy negyedik bajnoki helyezést követően 2010 tavaszára hazaigazolt a temesvári Politechnica csapatához, ahol eredményes játékot mutatott, 9 mérkőzésen 3 gólt is szerzett, és csapatával az 5. helyen végzett a bajnokságban.
Innen Szaúd-Arábiába szerződött, de fél év múlva már az ukrán Karpati Lviv csapatában szerepelt kölcsönben. Itt bajnoki ötödik helyen végzett egyesületével, az őszi szezonban azonban már ismét Oroszországban  játszott. Az FK Rosztov idénye nem sikerült jól, sokáig a középmezőnyben álltak, de a bajnokság végén osztályozóra kényszerültek. a Sinnyik elleni első mérkőzésen már a 8. percben góllal segítette csapatát Cociș a bennmaradáshoz. A következő bajnokság végén ismét osztályozót játszottak és Cociș ismét gólt szerzett a bennmaradásért.
2013 nyarán írt alá következő ukrán csapatához, az FK Hoverla Uzshorodhoz, ahol egy évet játszott, majd az MLS-be igazolt a Chicago Fire egyesületéhez.

### Válogatottban
2005. augusztus 17-én mutatkozott be a román válogatottban egy Andorra elleni 2–0 alkalmával. 50 válogatott mérkőzésén kétszer szerzett gólt.

#### Válogatott góljai
| #  | Dátum                | Helyszín                             | Ellenfél     | Gólja | Végeredmény |              |
| -- | -------------------- | ------------------------------------ | ------------ | ----- | ----------- | ------------ |
| 1. | 2006. február 28.    | GSP Stadium, Nicosia, Ciprus         | Örményország | 2–0   | 2–0         | barátságos   |
| 2. | 2008. szeptember 10. | Tórsvøllur Stadion, Tórshavn, Feröer | Feröer       | 1–0   | 1–0         | vb-selejtező |

## Sikerei, díjai
FC Sheriff Tiraspol
- Divizia Naţională: 2004–05, 2005–06, 2006–07
- Moldáv labdarúgókupa: 2006
- Moldáv labdarúgó-szuperkupa: 2004, 2005

FK Lokomotyiv Moszkva
- Orosz labdarúgókupa: 2007

## Külső hivatkozások
- Cociș adatlapja a national-football-teams.com oldalán
- Cociș adatlapja a soccerway.com oldalán